# Euselasia uzita
Euselasia uzita är en fjärilsart som beskrevs av William Chapman Hewitson 1852. Euselasia uzita ingår i släktet Euselasia och familjen Riodinidae. Inga underarter finns listade i Catalogue of Life.

## Bildgalleri

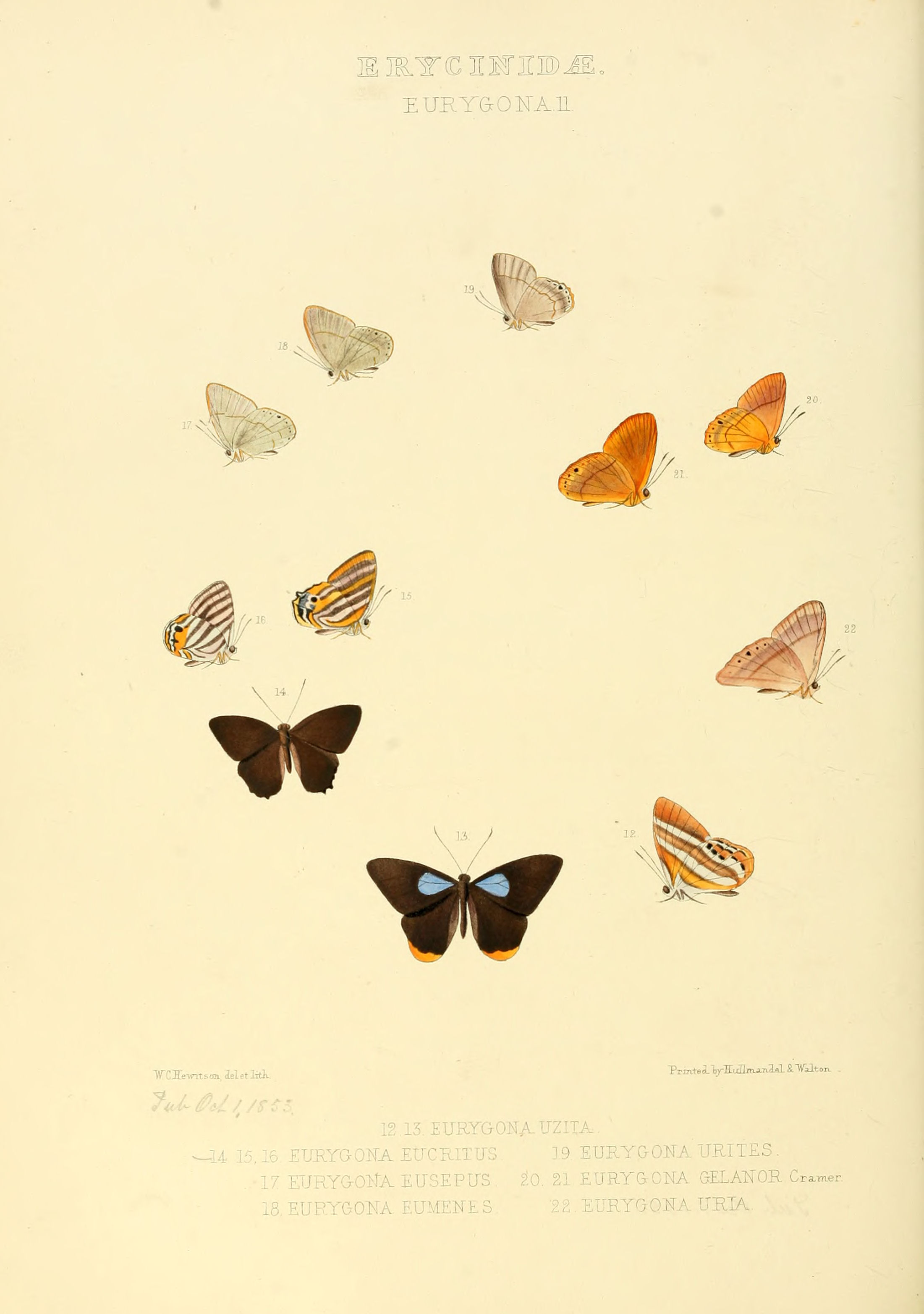